# Quenya
In den Schriften J. R. R. Tolkiens über Mittelerde wird eine Vielzahl von fiktionalen Sprachen erwähnt. Die bekanntesten sind Quenya und Sindarin, die von den dort lebenden Elben gesprochen werden. Es ist nicht ganz nachweisbar, ob Tolkien zuerst die Sprache erfand und sie anschließend in seinen Geschichten verewigte, oder ob es seine ursprüngliche Intention war, die Erzählungen durch die Sprachen zu bereichern.

## Entstehung
Das Quenya war zwar nicht die erste Sprache, die Tolkien erfand (er hatte etwa bereits vorher eine Weiterentwicklung des Gotischen versucht), sie war aber die erste von denjenigen Sprachen, die er später in seine Mythologie integrierte. Im Jahr 1912 entdeckte Tolkien die finnische Sprache für sich. Er war so beeindruckt von dem Erlebnis, das ihm das Lesen des finnischen Nationalepos Kalevala verschaffte, dass er beschloss, auf Grundlage der finnischen Phonetik, die er als besonders schön empfand, eine eigene Sprache zu erfinden. Tolkien schrieb: „Im Grunde könnte man sagen, dass es auf einer lateinischen Basis komponiert ist, mit noch zwei weiteren (Haupt-)Ingredienzien, die mir nun einmal ein ‚phonästhetisches‘ Vergnügen bereiten: Finnisch und Griechisch.“

## Sprachliche Weiterentwicklung
Die sprachliche Weiterentwicklung geschieht über einen sehr langen Zeitraum in Tolkiens erschaffener Welt. Zuerst gibt es das Ur-Elbisch, die erste von den Elben gesprochene Sprache, die auch Primitives Quendisch genannt wird. Als die Elben dem Aufruf der Valar folgen, zu ihnen in den Westen zu kommen, spaltete sich ihre Sprache jedoch in die Dialekte der drei Elbenvölker auf (Vanyarin, Noldorin, Telerin). Aus einem dieser Dialekte entwickelte sich dort im Westen das Quenya der Noldor-Elben, während sich in Mittelerde das Sindarin herausbildete. So wurde schon im Ersten Zeitalter in Mittelerde zumeist Sindarin gesprochen. Im Dritten Zeitalter wurde Quenya fast nur noch für rituelle Zwecke oder in schriftlicher Form verwendet, so wie in Europa das Latein im Mittelalter oder das Sanskrit in Indien. So wurde beispielsweise das Verzeichnis der Namen der Könige in Quenya verfasst. Sindarin war hingegen die gesprochene Elbensprache; daher sind viele geografische Bezeichnungen und Namen im Herrn der Ringe auch auf Sindarin. Die Namen vieler Elben oder der Könige der Menschen aus Númenor entstammen jedoch überwiegend dem Quenya. Daneben gibt es noch das Waldelbisch, das sich ebenfalls aus dem Ur-Elbischen entwickelte. Es wurde sowohl in Lothlórien als auch im Düsterwald und im Elbenreich König Thranduils gesprochen.
Ein Satz aus dem Quenya lautet:

“Elen síla lúmenn’ omentiëlvo.”

„Ein Stern erstrahlt über der Stunde unserer Begegnung.“

Die Sprache ähnelt in Klang und Grammatik in mancher Hinsicht dem Finnischen, im Vokabular jedoch nicht. Tolkien hat das Quenya von allen seinen erfundenen Sprachen weitaus am besten dokumentiert; es ist daher relativ gut rekonstruierbar.
Quenya wird von den Elben als die Alte Sprache, die Hochsprache des Westens oder Hochelbisch bezeichnet und bezieht sich auf dessen Status einer Gelehrtensprache.

## Charakteristik
Im Gegensatz zu seinem Nachfolger Sindarin kann Quenya als eine flektierende Sprache bezeichnet werden, die vom Finnischen inspiriert ist. Es kennt neun bis zehn (der Respektiv wird meist nicht verwendet) Kasus und vier Numeri und hat damit ein ausgeprägteres Deklinationssystem als die indogermanische Ursprache. Mit fünf Tempora, ohne distinktes Passiv sowie mit nur syntaktisch oder durch Partikeln angezeigten Modi ist die Verbalmorphologie jedoch – verglichen mit dem Indogermanischen – stark eingeschränkt.

## Phonologie

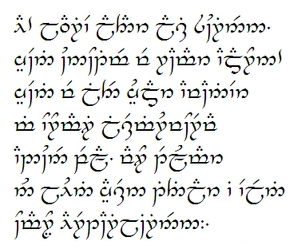
Auszug aus Galadriëls Lied Namárië über Eldamar oder „Ai! Laurië lantar lassi súrinen …“

Das Quenya kennt 32 Buchstaben, 20 Konsonanten und zehn Vokale.

### Konsonanten
|             |          | Labial | Labial | Alveolar | Alveolar | Alveolar | Palatal  | Velar | Velar    | Velar   | Velar      | Glottal |
| normal      | normal   | Labial | Labial | lab.     | normal   | normal   | Palatal  | lab.  | lab.     |         |            | Glottal |
| stl.        | sth.     | stl.   | sth.   | lab.     | stl.     | sth.     | Palatal  | stl.  | sth.     |         |            | Glottal |
| ----------- | -------- | ------ | ------ | -------- | -------- | -------- | -------- | ----- | -------- | ------- | ---------- | ------- |
| Nasal       | Nasal    |        | m [m]  |          | n [n]    | nw [nʷ]  | ny [ɲ]   |       | ng [ŋ] 1 |         | ngw [ŋʷ] 1 |         |
| Plosive     | Plosive  | p [p]  | b [b]  | t [t]    | d [d]    |          | ty [c]   | c [k] | g [ɡ]    | qu [kʷ] |            |         |
| Frikativ    | Frikativ | f [f]  | v [v]  | s [s]    |          |          | hy [ç] 2 | h [x] |          |         |            | h [h]   |
| Vibrant     | Vibrant  |        |        |          | r[r]     |          |          |       |          |         |            |         |
| Approximant | Lateral  |        |        |          | l [l]    |          | ly [ʎ]   |       |          | hw [hʷ] | w [w]      |         |
| Approximant | central  |        |        |          |          |          | y [j]    |       |          |         |            |         |

### Vokale
| [ 6 ]       | vorne  | vorne     | zentral | zentral | hinten | hinten  |
| [ 6 ]       | lang   | kurz      | lang    | kurz    | lang   | kurz    |
| ----------- | ------ | --------- | ------- | ------- | ------ | ------- |
| geschlossen | í [iː] | i [i]     |         |         | ú [uː] | u [u]   |
| mittel      | é [eː] | e [ɛ~e] 1 |         |         | ó [oː] | o [ɔ~o] |
| offen       |        |           | á [ɑː]  | a [ɑ]   |        |         |

### Aussprache
| Schreibung | Laut (IPA) | Beispielwort   | Beispielwort                 | Aussprache                                                             | Anmerkung | Tengwar (klassischer Modus) |
| ---------- | ---------- | -------------- | ---------------------------- | ---------------------------------------------------------------------- | --- | --------------------------- |
| a          | [⁠ɑ⁠]        | alda           | [ˈɑldɑ]                      | in etwa der Laut, wie in engl. father [ˈfɑːðə(r)]                      | | 1                           |
| ai         | [aɪ̯]       | laire          | [ˈlaɪ̯rɛ]                     | wie in dt. Ei, Mai, Meise                                              | |                             |
| au         | [aʊ̯]       | auta           | [ˈaʊ̯tɑ]                      | wie in dt. aus                                                         | |                             |
| c          | [⁠k⁠]        | celma          | [ˈkɛlmɑ]                     | wie in dt. klar, engl. crop oder frz. coq [kɔk]                        | unbehaucht gesprochen |                             |
| d          | [⁠d⁠]        | ando           | [ˈɑndɔ]                      | wie in dt. dann                                                        | d kommt ausschließlich in den Lautkombinationen ld, nd oder rd vor, nie alleinstehend zwischen Vokalen oder am Wortanfang bzw. -ende.                                                                      | (, )                        |
| e          | [⁠ɛ⁠]        | elda           | [ˈɛldɑ]                      | wie in dt. Bett oder engl. were [wɛə̯]                                  | | 1                           |
| f          | [⁠f⁠]        | falasse        | [ˈfɑlɑssɛ]                   | wie in dt. Haft                                                        | |                             |
| g          | [⁠ɡ⁠]        | anga           | ['ɑŋgɑ]                      | wie in dt. Gott                                                        | g kommt ausschließlich in der Lautkombinationen ng vor, nie alleinstehend zwischen Vokalen oder am Wortanfang bzw. -ende.                                                                                  |                             |
| h          | [⁠x⁠]→[⁠h⁠]    | halla          | [ˈhɑllɑ]                     | wie in dt. Haus                                                        | wird immer ausgesprochen. Kommt in Digraphen für andere Laute vor. | (, )                        |
| hl         | [l̥]        | hlaiwa         | [ˈl̥aɪ̯wɑ]                     |                                                                        | kommt nur am Wortanfang vor, ursprünglich wurde es wie ein gehauchtes h genutzt, es überdauerte in einigen Dialekten von Aman.                                                                             |                             |
| hr         | [r̥]        | hrómen         | [ˈr̥oːmɛn]                    |                                                                        | kommt nur am Wortanfang vor, ursprünglich wurde es wie ein gehauchtes h genutzt, es überdauerte in einigen Dialekten von Aman.                                                                             |                             |
| ht         | [xt]       | rahta, ehtele  | [ˈrɑxtɛɑ], ['ɛçtɛlɛ~'ɛj̊tɛlɛ] |                                                                        | kommt nur innerhalb des Wortes vor, nie am Wortanfang oder -ende. Nach vorderen Vokalen (e, i) wird [çt] gesprochen, nach sonst [xt]                                                                       |                             |
| hw         | [[⁠ʍ⁠]]      | hwinde         | [ˈʍindɛ]                     | wie in engl. white in nordenglischer Aussprache                        | |                             |
| hy         | [⁠ç⁠]→[⁠h⁠]    | hyapat         | [ˈçɑpɑt]                     | wie in dt. ich                                                         | | [ 14 ]                      |
| i          | [⁠i⁠]        | istar          | [ˈistɑr]                     | wie in dt. Mitte                                                       | | 1                           |
| ie, ië     | [iɛ]       | mornie         | [ˈmɔrniɛ]                    | ähnlich wie in dt. Diät                                                | wird immer als Folge i-e ausgesprochen, nie wie dt. ie. |                             |
| y          | [⁠j⁠]        | yaime, Quenya  | [ˈjaɪ̯mɛ], [ˈkʷɛnjɑ]          | wie in dt. ja                                                          | ist im Quenya ein immer ein Konsonant (im Sindarin ein Vokal) | 1                           |
| k          | [⁠k⁠]        | kemen          | [ˈkɛmɛn]                     | wie in dt. klar, engl. crop oder frz. coq [kɔk]                        | unbehaucht gesprochen, In der Romanisierung des Herrn der Ringe steht immer c. In anderen Werken und seinen privaten Notizen verwendet Tolkien zum Teil auch die an das Finnische angelehnte Schreibung k. |                             |
| l          | [⁠l⁠]        | lambe          | [ˈlɑmbɛ]                     | wie in dt. Latte                                                       | |                             |
| lb/lv      | [lv]       | albe/alve      | ['ɑlvɛ]                      | wie in Halva, Alveolen oder Helvetia                                   | Die archaische Schreibweise lb ist im Exil-Quenya immer als lv zu lesen. | /                           |
| ld         | [ld]       | alda           | [ˈalda]                      | wie in dt. Wald                                                        | |                             |
| m          | [⁠m⁠]        | morie          | [ˈmɔriɛ]                     | wie in dt. Matte                                                       | |                             |
| mb         | [mb]       | imbe           | [ˈimbɛ]                      | wie in dt. November                                                    | |                             |
| mp         | [mp]       | hampa          | [ˈhɑmpɑ]                     | wie in dt. Lampe oder engl. lamp                                       | b kommt ausschließlich in der Lautkombinationen mb vor, nie alleinstehend zwischen Vokalen oder am Wortanfang bzw. -ende.                                                                                  |                             |
| n          | [⁠n⁠]        | nimpe          | [ˈnimpɛ]                     | wie in dt. nass                                                        | |                             |
| ñ-         | [⁠ŋ⁠]        | Ñoldo          | [ŋɔldɔ]                      | wie in dt. Gong, en. song aber nicht mit folgendem g wie in dt. singen | Im Dritten Zeitalter wurde es am Wortanfang zu n- vereinfacht. In der Schreibung wurde aber weiterhin das Zeichen ñoldo verwendet benutzt.                                                                 |                             |
| ñw-        | ŋʷ         | ñwalme         | [ŋʷɑlmɛ]                     | keine gute dt. oder en. Entsprechung                                   | Im Dritten Zeitalter wurde es am Wortanfang zu nw- vereinfacht. In der Schreibung wurde aber weiterhin das Zeichen ñwalme verwendet benutzt.                                                               |                             |
| nc         | [ŋk]       | lanca          | [ˈlɑŋkɑ]                     | wie in dt. blank                                                       | |                             |
| nd         | [nd]       | anda           | [ˈɑndɑ]                      | wie in dt. anders                                                      | |                             |
| ng         | ŋg         | Ingoldo        | [iŋ'gɔldɔ]                   | wie in dt. Hang                                                        | |                             |
| ngw        | [ŋgʷ]      | Ingwe          | [ˈiŋgʷɛ]                     | wie in dt. Ingwer                                                      | |                             |
| nqu        | [nkʷ]      | tanque         | [ˈtɑŋkʷɛ]                    |                                                                        | |                             |
| nt         | [⁠n⁠]        | tenta          | [ˈtɛntɑ]                     | wie in dt. hantel                                                      | |                             |
| ny         | [⁠ɲ⁠]        | ninya          | [ˈniɲɑ]                      | wie in span. niño [ˈniɲo]                                              | |                             |
| o          | [⁠ɔ⁠]        | oron           | [ˈɔrɔn]                      | wie in dt. offen oder engl. for                                        | | 1                           |
| oe, oë     | [ɔɛ]       | loende, loënde | [ˈlɔɛndɛ]                    | wie in dt. Poet, engl. poem oder frz. noël                             | ist nicht identisch mit oi, ö oder eu. | 1                           |
| p          | [⁠p⁠]        | parma          | [ˈpɑmɑ]                      | wie in dt. Prall                                                       | |                             |
| qu         | [kʷ]       | Quenya         | [ˈkʷɛɲɑ]                     | wie in dt. Quelle                                                      | |                             |
| r          | [⁠r⁠]        | rómen          | [ˈroːmɛn]                    | wie in engl. merry                                                     | Tolkien hat in seiner eigenen Aussprache zwei allophone Varianten: [ɾ] zwischen Vokalen, [r] in den meisten anderen Fällen (sowie [ɹ] als Schwachstufe).                                                   |                             |
| rd         | [rd]       | arda           | [ˈɑrdɑ]                      | wie in dt. Pferd                                                       | |                             |
| s          | [⁠s⁠]        | silme          | [ˈsilmɛ]                     | wie in dt. Nuss                                                        | | ()                          |
| þ          | [⁠θ⁠]        | þúle           | [θuːlɛ]                      | wie in engl. thin, aber nicht stimmhaft wie in this                    | [θ] wird im Exil-Quenya zu [s], die Schreibung mit súle statt silme wird aber beibehalten. |                             |
| t          | [⁠t⁠]        | tinco          | [ˈtiŋkɔ]                     | wie in dt. alt                                                         | |                             |
| ty         | [⁠c⁠]        | tyelpe         | [ˈcɛlpɛ]                     | ähnlich niederdeutsch tj in Matjes                                     | |                             |
| u          | [⁠u⁠]        | ungol          | [ˈuŋgɔl]                     | wie in dt. Nuss                                                        | | 1                           |
| ui         | [uɪ̯]       | ui             | [uɪ̯]                         | wie in dt. pfui                                                        | |                             |
| v          | [⁠v⁠]        | verya          | [ˈvɛrjɑ]                     | wie in dt Wasser [ˈvasɐ] engl. have [hæv]                              | |                             |
| w          | [⁠w⁠]        | Eärwen         | [ɛ'ɑrwɛn]                    | wie in engl. wind, nicht wie dt. Wasser [ˈvasɐ]                        | wurde am Wortanfang zu v, in Zusammensetzungen steht aber noch immer das w wie bei Eärwen aus eär (Ozean) und -wen (Frau).                                                                                 |                             |

## Grammatik

### Nomen
Quenya kennt vier Numeri, welche alle durch das Anhängen von Suffixen gebildet werden: den Singular, den „normalen“ Plural, den Partitiv-Plural, welcher vermutlich sowohl einige als auch viele bedeuten kann, und den Dual, der für zwei Dinge von etwas steht.
Quenya kennt neun bis zehn Kasus:
- Nominativ
- Genitiv Partitiv (bezeichnet die Herkunft oder Eigenschaft eines Objekts)
- Genitiv Possessiv (beschreibt den Besitzer eines Objekts)
- Dativ
- Akkusativ
- Lokativ (bezeichnet den Ort der Handlung)
- Allativ (bezeichnet die Richtung / den Zielort)
- Ablativ (bezeichnet den Herkunftsort)
- Instrumentalis (bezeichnet das für die Handlung verwendete Mittel)
- Respektiv (vermutlich ein zweiter Lokativ im Quenya)

Die Kasus werden durch das Anhängen von Suffixen gebildet. Hierbei werden die Substantive in verschiedene Klassen eingeteilt, die sich vorwiegend in die vokalische und die konsonantische Klasse aufteilen. Die Substantive der einen Gruppe enden auf Vokalen (-a, -ë, -ië, -i, -o oder -u) und die der anderen auf Konsonanten. Zusätzlich gibt es Nomina, die im Nominativ Singular eine spezielle Form besitzen, die nicht – wie normalerweise – gleich dem Stamm ist. Ein Beispiel hierfür ist das Wort „olos“. Es bedeutet auf Deutsch Traum. Wenn es nun beispielsweise in den Nominativ Plural gesetzt wird, wechselt das „s“ zu einem „r“ (Rhotazismus): „olori“, die Träume. Auch für alle anderen Formen wird der Stamm „olor-“ gebraucht.
Die reinsten vokalischen Deklinationen sind die -u- und die -ië-Deklination. Sie besitzen exakt die gleichen Formen, abgesehen vom Stammvokal. Alle anderen vokalischen Deklinationen weichen mehr oder weniger stark von diesen „Musterdeklinationen“ ab.
| Kasus             | Singular  | Dual       | Plural     | Partitiver Plural |
| ----------------- | --------- | ---------- | ---------- | ----------------- |
| Nominativ         | quendu    | quendut    | quendur    | quenduli          |
| Genitiv partitiv  | quenduo   | quenduto   | quenduron  | quenduron         |
| Genitiv possessiv | quenduva  | quendutwa  | quenduiva  | quendulí          |
| Dativ             | quendun   | quendunt   | quendurin  | quendurin         |
| Akkusativ         | quendú    | quendút    | quendui    | quendúli          |
| Allativ           | quendunna | quendunta  | quendunnar | quendunnar        |
| Ablativ           | quendullo | quendulto  | quendullor | quendullor        |
| Lokativ           | quendussë | quendutsë  | quendussen | quendussen        |
| Instrumental      | quendunen | quendunten | quenduinen | quenduinen        |

| Kasus             | Singular | Plural            | zu deutsch         | Erkennung                   |
| ----------------- | -------- | ----------------- | ------------------ | --------------------------- |
| Nominativ         | alda     | aldar             | der Baum           | wer oder was ist es         |
| Genitiv partitiv  | aldo     | aldaron           | des Baumes         | wessen (ist es)             |
| Genitiv possessiv | aldava   | aldaiva           | dem Baum           | wem gehört es               |
| Dativ             | aldan    | aldain            | dem/für den Baum   | wem/für wen oder was ist es |
| Akkusativ         | alda     | aldai             | den Baum           | was sehe ich                |
| Allativ           | aldanna  | aldannar          | zum Baum hin       | wohin, nach wo gehe ich     |
| Ablativ           | aldallo  | aldallor aldallon | vom Baum her       | woher, von wo komme ich     |
| Lokativ           | aldasse  | aldassen          | am/im Baum         | wo oder wann war es         |
| Instrumental      | aldanen  | aldainen          | mittels des Baumes | womit, wodurch geschah es   |
| Komitativ         | aldas    | aldais            | mit dem Baume      | mit wem oder was gemeinsam  |

Zwei weitere mögliche Lokative sind
- aldë, pl. aldië ‚im Innern des Baumes/der Bäume‘
- aldala pl. aldaila ‚auf dem Baum/den Bäumen‘

| Kasus             | Singular | Dual      | Plural      | Kollektiver Plural |
| ----------------- | -------- | --------- | ----------- | ------------------ |
| Nominativ         | cirya    | ciryat    | ciryar      | ciryali            |
| Genitiv partitiv  | ciryo    | ciryato   | ciryaron    | ciryalion          |
| Genitiv possessiv | ciryava  | ciryatva  | ciryaiva    | ciryalíva          |
| Dativ             | ciryan   | ciryant   | ciryain     | ciryalin           |
| Akkusativ         | cirya    | ciryat    | ciryar      | ciryali            |
| Instrumentalis    | ciryanen | ciryanten | ciryainen   | ciryalínen         |
| Allativ           | ciryanna | ciryanta  | ciryannar   | ciryalinar(r)      |
| Lokativ           | ciryasse | ciryatse  | ciryassen   | ciryalisse(n)      |
| Ablativ           | ciryallo | ciryalto  | ciryallor/n | ciryalillo(r/n)    |

Ein konsonantenstämmiges Wort, das keine Abweichungen von der normalen konsonantischen Deklination zeigt, ist beispielsweise „coron“, Ball.
| Kasus             | Singular            | Dual       | Plural     | Partitiver Plural |
| ----------------- | ------------------- | ---------- | ---------- | ----------------- |
| Nominativ         | coron               | coront     | coroni     | coroneli          |
| Genitiv partitiv  | corono              | coronto    | coronion   | coronion          |
| Genitiv possessiv | coronwa             | corontwa   | coroniva   | coronelí          |
| Dativ             | coronen             | coronten   | coronin    | coronin           |
| Akkusativ         | corón               | corónt     | coroni     | coróneli          |
| Allativ           | coronenna (coronna) | coronenta  | coroninnar | coroninnar        |
| Ablativ           | coronello           | coronelto  | coronillor | coronillor        |
| Lokativ           | coronessë           | coronetsë  | coronissen | coronissen        |
| Instrumental      | coronenen           | corontenen | coroninen  | coroninen         |

Im Unterschied zur -u-Deklination, deren Stamm-u sich durch die ganze Deklination hält, ändern sich die Vokale, die nur Bindevokale sind, in der konsonantischen Deklination. Häufig wird im Singular und Dual das „e“ verwendet und im Plural „i“, falls ein Vokal nötig ist. Nicht ganz geklärt ist der Allativ Singular. Es könnte sein, dass sich die Endung mit dem Stamm zusammengezogen hat, was zur Folge hätte, dass die -n-Deklination eine eigene Deklination wäre.
Es ist schwierig, die konsonantischen Wörter in typische Klassen zu unterteilen, wie es bei den vokalischen gemacht wird, da es nicht nur auf den Endkonsonanten des Wortes ankommt, sondern auch andere Unregelmäßigkeiten auftreten können, wie z. B. der schon oben genannte „Zweistamm“. Außerdem kann in vielen Fällen eine Endung durch Assimilation des Endkonsonanten mit dem Stamm verwachsen, so dass es für jeden Konsonanten eigene Ausnahmen gäbe.
Eine besondere Dualform besitzen sicher jene Substantive der vokalischen Deklination, die vor dem Endvokal ein „d“ oder „t“ besitzen und ebenfalls solche Substantive, deren Stamm auf ein „d“ oder „t“ auslautet. Durch die ganze Dualdeklination setzt sich dies fort. Dies hat zur Folge, dass vokalische und konsonantische Wörter die gleichen Endungen tragen. Ein Beispiel ist das Wort „haryat“, Schuh. Hier dessen Dual-Konjugation (die anderen Formen folgen demselben Muster wie „coron“):
| Kasus             | Dual        |
| ----------------- | ----------- |
| Nominativ         | haryatu     |
| Genitiv partitiv  | haryatuo    |
| Genitiv possessiv | haryatuva   |
| Dativ             | haryatuen   |
| Akkusativ         | haryátu     |
| Allativ           | haryatunna  |
| Ablativ           | haryatullo  |
| Lokativ           | haryatetsë  |
| Instrumental      | haryatuenen |

### Artikel
Es existiert nur ein Artikel „i“, der bestimmte Artikel. Er ist in Singular und Plural gleichlautend und wird nicht flektiert.

### Verben

#### Konjugationsklassen
- A-Konjugation (auch A-Verben): Verben der A-Konjugation sind die Verben, die auf „-a“ enden. So genannt, weil der Stamm auf -a endet, z. B. lanta- fallen oder ranya- wandern.
- Konsonantische Konjugation (auch Stamm-Verben; einfache Verben): Verben der Konsonatischen-Konjugation sind die Verben, die auf einen Konsonanten enden. So genannt, weil der Stamm auf einen Konsonanten endet, z. B. quet- sagen, tul- kommen oder tir- sehen.

#### Zeiten
Verben werden mittels Suffixen in die fünf verschiedenen Tempora des Quenya konjugiert.
- Aorist: (vergleichbar mit dem englischen Simple Present, nicht dem griechischen Aorist) A-Verben hängen einfach die Endungen an (lantanye ich falle, ranyalye ihr wandert). Stamm-Verben fügen ein -i- als Fugenvokal ein: quetinye ich spreche, tulitye du kommst, tirimme wir sehen.
- Präsens: (vergleichbar mit dem englischen Present Progressive) A-Verben ersetzen ihr finales -a durch -ea und fügen die Endungen an: lanteanye ich falle, ranyeatye du wanderst. Stamm-Verben längen ihren Vokal und fügen die Personalendungen nach dem Fugenvokal -a- ein: quétanye ich sage, túlamme wir kommen, tíralve ihr seht.
- Präteritum: A-Verben fügen -ne und danach die Personalendungen an: lantanenye ich fiel, ranyanemme wir wanderten. Stammverben auf -r, -m oder -n fügen ebenfalls -ne an: tirnetye du sahst. Stammverben auf -l fügen -le an: tullenye ich kam. Stammverben auf -p, -t oder -c ersetzen diesen letzten Konsonanten durch -mpe, -nte oder -nce: quentelve ihr spracht.
- Perfekt: Bei allen Perfektformen wird der Stammvokal als Augment vor den Stamm gestellt. A-Verben ersetzten das finale -a durch -ie, A-Verben auf -ya ersetzen die ganze Endung: alantienye ich bin gefallen, araniemme wir sind gewandert. Stammverben fügen ebenfalls -ie an und längen ihren Stammvokal: equétietye du hast gesagt, utúlienye ich bin gekommen und itírielve ihr habt gesehen.
- Futur: Das Futur wird durch Anhängen von -uva gebildet (wieder wird bei A-Verben das finale -a verloren): lantuvatye du wirst fallen, quetuvanye ich werde sagen, tiruvamme wir werden sehen.

Die Verneinung wird entweder durch das negative Verb umë oder durch das Partikel lá erreicht.

#### Numeri; Personen
Wenn das Subjekt des Satzes ein Nomen ist, so wird nur der Numerus unterschieden.
Ursprünglich wurde der Plural im Elbischen durch das Anhängen eines »-i« gebildet. Für Substantive, die im Stamm auf einem Vokal (a, o, u) enden, änderte sich im Quenya die Pluralendung zu »-r«. Nur jene Substantive, die auf einem »-e« oder einem Konsonanten enden, bilden daher noch die Pluralform »-i«.
| Singular               | Plural          | Wortbedeutung                 | Pluralbildung                   |
| ---------------------- | --------------- | ----------------------------- | ------------------------------- |
| alda                   | aldar           | Baum / Bäume                  | +r                              |
| Rína, Rianna           | Rínar, Riannar  | gekrönte Königin(nen)         | +r                              |
| noldo                  | noldor          | Weiser, Weise                 | +r                              |
| quendu                 | quendur         | Sprecher                      | +r                              |
| Aran                   | Arani           | König(e), Adlige(r)           | +i                              |
| Tur                    | Túri            | König(e)                      | +i                              |
| Tar, Tár, Táro         | Tári            | König(e), Zar(en)             | +i                              |
| Rince                  | Rinci           | gekrönte Königin(nen)         | Umwandlung e zu i               |
| los, losse             | lossi           | Schnee, weiße Blütenblätter   | Umwandlung e zu i, oder +si     |
| coron, corone, coronde | coroni, corondi | runde(r) Hügel, Kugelform(en) | Umwandlung e zu i, oder +i      |
| Táre, Tári             | Tári, Tárië     | Königin(nen), Zarin(nen)      | Umwandlung e zu i, oder +ë      |
| tál, tale, tále        | táli, talli     | Fuß / Füße                    | Umwandlung e zu i, oder +i, +li |

Manchmal werden männliche Substantive durch anhängen von »-e« oder »-i« zu weiblichen Formen, beispielsweise bei Tár = König, Táre, Tári = Königin. Bei der Form auf »-i« kann nicht mehr zwischen Tári = Könige und Tári = Königin(nen) unterschieden werden, so dass dieses Wort eher als Königliche übersetzt werden müsste.
Neben Singular und Plural gibt es im Quenya eine Dualform. Dabei wird zwischen zahlenmäßigen Dualen (Verdoppelung) »-t« oder »-at« und natürlichen Paaren (gleicher oder ähnlicher Art) »-u« unterschieden. Oftmals wird jedoch die Endung verwendet, die im Satz besser klingt. Natürliche Paare sind beispielsweise hendu ‚Augen‘, quanu ‚Ohren‘, tálu ‚Füße‘, aber ebenso napat, tolpat ‚zwei Finger‘ oder ‚Daumen‘ und mapat ‚zwei Hände‘.
Eine Verdopplung wird ebenfalls mit einem Präfix yú- erreicht, yúyo ist ‚zweifach‘, wie im Wort yucale, was ‚Zwielicht‘ bedeutet. Es wird oft in der Form atyucale genutzt, wobei zusätzlich noch das Präfix at- vorangestellt wird, also ‚zweites Zwielicht‘. Hiermit ist der Abend gemeint. Ursprünglich bezog sich diese Bezeichnung auf das Licht der Zwei Bäume in Valinor, die abwechselnd jeweils zwölf Stunden leuchteten. Wenn der eine Baum dunkler wurde und der Andere heller, bildete sich zweimal am Tag diese Mischung aus goldenem und silbernem Licht. Weitere Präfixe sind »yo-«, »yó-« oder »o-«, beispielsweise im Wort yomenna- ‚zusammenkommen‘ oder omentië ‚Zusammenkunft‘, das können jedoch mehr als zwei Parteien oder Leute sein. Diese Präfixe stehen also mehr für ein miteinander oder gemeinsam mit mehreren, wie in diesem Beispielsatz.
Ist das Subjekt des Satzes ein Pronomen wird eine Pronominalendung an das Verb gehängt. Diese werden im folgenden Abschnitt erklärt.

### Pronomen
Personalpronomen:
|                     | Singular                                  | Plural                   |
| ------------------- | ----------------------------------------- | ------------------------ |
| 1. Person           | -nyë (ich)                                | -lvë / -lmë / -mmë (wir) |
| 2. Person informell | -tyë (du)                                 | -ccë (ihr)               |
| 2. Person formell   | -lyë (Sie)                                | -llë (Sie)               |
| 3. Person           | -ro (er) / -rë (sie) / -ryë (er, sie, es) | -ntë (sie)               |

Dabei gilt -nye für ‘ich’, -tye für ‘du’, -mme für ‘wir’ und -lye für ‘ihr’. Es existieren verschiedene Pronomen, die von Tolkien häufig geändert wurden, und daher teilweise rekonstruiert werden müssen. Diese werden im Allgemeinen, wie z. B. im Ungarischen, als Suffixe angehängt. Bemerkenswert ist, dass das Quenya sowohl zwischen inklusivem und exklusivem „wir“ unterscheidet (-lmë/-lvë) (wie z. B. die dravidischen und austronesischen Sprachen), als auch ein duales „wir“ (= „[nur] du und ich“) kennt (-mmë) (wie die philippinischen Sprachen).
Possessivpronomen (als Endungen an Nomen):
|               | Emphatisch    | Endung   | Beispiel                                 | Kurz |
| ------------- | ------------- | -------- | ---------------------------------------- | ---- |
| 1. Person sg. | ninya         | -(i)nya  | atarinya = mein Vater                    | -n   |
| Dual          | venyat        | -(i)nqua | atarinqua = unser (beider) Vater (inkl.) | –    |
| Dual          | menyat        | -(e)mma  | ataremma = unser (beider) Vater (exkl.)  | –    |
| 2. Person sg. | tenya (†)     | -(e)tya  | ataretya = dein/Euer Vater               | -t   |
| 2. Person sg. | lenya         | -(e)lya  | atarelya = Dein/Euer Vater (formell)     | -l   |
| Dual          | lanyat (Dual) | -(e)sta  | ataresta = euer beider Vater             | –    |
| 3. Person sg. | senya         | -(e)rya  | ararerya = sein/ihr Vater                | -s   |
| Dual          | tenyat (Dual) | -(e)tta  | ataretta = beider Vater                  | –    |
| 1. Person pl. | venya, menya  | -(e)lva  | atarelva = unser Vater                   | –    |
| 2. Person pl. | lenya         | -(e)lda  | atarelda = ihr Vater                     | –    |
| 3. Person pl. | tenya         | -(e)nta  | atarenta = euer Vater                    | –    |

### Adjektive
Adjektive werden im Quenya meist vor das Substantiv gestellt. Sie werden nur gegebenenfalls in den Plural gesetzt (auch das nicht in jedem Fall), weisen also keine KNG-Kongruenz auf. Wie im Deutschen werden viele Adjektive auch aus zusammengesetzten Worten beispielsweise ‚reinblütig‘ oder ‚hochadlig‘ gebildet.
Beispiele für eine Adjektivbildung:
| Wurzel AYA/AYAN/AYAR/AIN | heilig                                     | genauere Bedeutung                                             | englisches Adjektiv                       |
| ------------------------ | ------------------------------------------ | -------------------------------------------------------------- | ----------------------------------------- |
| aina, ayan, ainima       | heilig, -ima sehr heilig                   | es kann von sich aus heilig sein oder wurde für heilig erklärt | holy, prayed, awful, revered              |
| aira, airea              | geheiligt, angebetet, verehrt, ehrfürchtig | es ist unzweifelhaft heilig, man verehrt es                    | prayerful, airing, prious, devout         |
| aista, aistana           | geheiligt, anbetungswürdig, gepriesen sein | man hat Ehrfurcht vor diesen heiligen Dingen oder Wesen        | holy, saintly, sacred, prayfully          |
| aistalea                 | ehrerbietig, ehrfürchtig, respektvoll      | so, wie man sich dem Heiligen gegenüber benimmt                | prayerful, airing, worshipful, respectful |

Ein aina Faire ist entsprechend ein ‚heiliger Geist‘, wobei das Wort Faire von einer Wurzel PHAY/SPHAN/FAYA abgeleitet ist, die sterben, trennen beinhaltet, also die Seele eines Verstorbenen oder nicht körpergebundenen Geistes meint. Es gibt eine Vielzahl von Adjektiven, die oft auf -a enden.
| Adjektiv | Wurzel              | Bedeutung             | wo findet sich die Eigenschaft                                |
| -------- | ------------------- | --------------------- | ------------------------------------------------------------- |
| istya    | IS/ITH              | wissend               | man hat das Wissen selbst, ist weise                          |
| inwisti  | INK/INIK/WIS/GWIS   | wissend               | im Wissen, in Kenntnis von, man weiß es oder hat davon gehört |
| laica    | LAIK/LAK/LAIKA      | durchdringend, scharf | im Bezug auf das Hör- oder Sehvermögen oder Klingen           |
| laica    | LÂYAK/LAS/LAWA/LAYA | ergrünend, gedeihend  | es ist sichtbar, die Bäume entfalten ihr Laub                 |

Obwohl das Adjektiv laica eine identische Schreibweise hat, entstammt es zwei unterschiedlichen Wurzeln und hat daher mehrere Bedeutungen.
- laicahenya bedeutet ‚scharfäugig‘, ‚scharfsichtig‘ oder ‚mit stechendem Blick‘, hendu sind ‚zwei Augen‘.
- laicalassea oder lasselaica ist ‚grünbelaubt‘, ‚grünblättrig‘ oder ‚blattgrün‘, ‚laubgrün‘. Es kann aber ebenfalls ‚scharfsichtig‘ sein, weil das Wort lasse/laste auch ‚Sicht‘ bedeutet.
- laicahlastea kann hingegen auch ‚scharfohrig‘ oder ‚spitzohrig‘ heißen, da die Wurzel LAS sowohl zu Blatt als auch zu Ohr gehört.

Daher ergeben sich manche Wortbedeutungen oftmals erst aus dem Satzzusammenhang oder sie umschreiben ganze Gruppen von Eigenschaften. Wenn von dem Elben Laicolas, Laicalasse (Quenyaschreibweise des Namens Legolas) gesprochen wird, so kann er beispielsweise durch dieses Wort vielfältig charakterisiert werden. Er ist scharfsinnig, was seine Augen, Ohren und seinen Verstand angeht, aber auch ein Freund des grünen Laubes (Waldelb) und möglicherweise noch etwas grün hinter den Ohren, also ein noch relativ junger Elb. Und all das in einem Wort zusammengefasst.
Eine Steigerungsform des Adjektivs wird oftmals durch das Anhängen des Suffixes ‚-ima‘ oder das Voranstellen des Präfixes ‚an-, am-‘ erreicht.
| Adjektiv  | Präfix an-                       | Suffix -ima                   | Präfix + Suffix                         |
| --------- | -------------------------------- | ----------------------------- | --------------------------------------- |
| calya     | ancalya                          | calima                        | ancalima                                |
| leuchtend | leuchtender, sehr hell leuchtend | leuchtender, heller leuchtend | am hellsten leuchtend, am leuchtendsten |

Das ist bei dem Ausruf Frodos „Aiya Earendil Elenion Ancalima!“ – „Siehe, Earendil, der Sterne Allerhellster!“ zu erkennen.

## Elbische Namen
Es gibt mehrere Arten von Elbischen Namen.
- Ataresse – Vaternamen, den der Vater für das Kind auswählt und der meist auch als Rufname benutzt wird.
- Amilesse, Mamilesse, Emilesse – Mutternamen, die auch Name der Voraussicht oder der Erkenntnis heißen, weil sie etwas über den späteren Charakter oder Eigenschaften aussagen.
- Epesse, Anesse – Ehrennamen, Eigenschaftsnamen, Nachname oder Beiname beispielsweise die Anmutige oder der Große.
- Yalme, Yame – Rufnamen, Kosenamen.
- Cilmesse – Wahlnamen, die man selbst auswählt.

Dazu noch ein System der Namensgebung das sich folgendermaßen gliedert:
- Essecarme – die Namensschöpfung oder Namenskreation, beispielsweise eine Wortzusammensetzung.
- Essecilme – die Namensgebung oder Namenswahl.
- Essecenta – Namenserkennung oder Namenserkenntnis, die besonders auf Mutternamen zutrifft.

Wird für ein Kind ein Name wie Ambarto ‚Rotschopf‘ gewählt, wie der sechste Sohn Feanáros (Sindarin Feanor) mit Mutternamen hieß, so weissagt man ihm eine wechselvolle Zukunft, denn dieses Wort bedeutet auch ‚der Schicksalhafte‘ weshalb er auch Umbarto ‚Ungewisses Schicksal‘ genannt wurde. Daher wurde er meist mit seinem Vaternamen Pityafinwe ‚Kleinster Finwe‘ oder auf Sindarin Amrod ‚der Rotschopf‘ gerufen, um das Schicksal nicht herauszufordern. Zwillinge tragen meist Namen mit einer identischen Bedeutung, so hieß sein Bruder Ambarussa oder Ambartan (Sindarin Amras), was ebenfalls ‚Rotschopf‘ bedeutet. Sein Vatername war Telufinwe ‚Letzter Finwe‘. Natürlich hatten beide rote Haare.